# Anni 200 a.C.
Gli anni 200 a.C. sono il decennio che comprende gli anni dal 209 a.C. al 200 a.C. inclusi.

## Eventi, invenzioni e scoperte
- 208 a.C. - Il sovrano seleucide Antioco III, intenzionato a riconquistare il secessionista Regno greco-battriano, sconfigge Eutidemo I in battaglia presso il fiume Ario (moderno Hari Rud); il sovrano greco-battriano si rifugia nella fortezza di Bactra.

- 206 a.C.
  - Antioco III pone fine all'inutile assedio di Bactra, riconosce Eutidemo e promette in moglie una delle proprie figlie al di lui figlio, Demetrio
  - Cina: Ziying, ultimo esponente della dinastia Qin si arrende al leader della rivolta popolare, Liu Bang. Con questo episodio si fa terminare la dinastia Qin e l'inizio della dinastia Han.

- 205 a.C. - Si conclude la prima guerra macedonica, iniziata nel 215 a.C.

- 202 a.C. - Con la battaglia di Zama ha termine la seconda guerra punica, iniziata nel 219 a.C.

- Eutidemo muore e gli succede, come re greco-battriano, Demetrio I

## Personaggi
- Annibale, generale cartaginese
- Antioco III, sovrano seleucide
- Demetrio I, sovrano greco-battriano
- Eutidemo I, sovrano greco-battriano
- Liu Bang, sovrano cinese
- Scipione l'Africano, generale romano

## Nati
- Kaika, imperatore giapponese († 98 a.C.)200 a.C.
- Pingala, retore indiano

## Morti
- Cartalone, militare cartaginese
- Quinto Mucio Scevola, politico romano
- Quinto Mucio Scevola, politico e generale romano208 a.C.
- Tito Quinzio Peno Capitolino Crispino, politico romano
- Li Si, politico cinese (n. 280 a.C.)
- Marco Claudio Marcello, politico e generale romano
- Xiang Liang, militare e condottiero cinese207 a.C.
- 22 giugno - Asdrubale Barca, generale cartaginese (n. 245 a.C.)
- Gala, sovrano berbero
- Macanida, sovrano greco antico
- Qin Er Shi Huangdi, imperatore cinese (n. 229 a.C.)206 a.C.
- Capussa, re numida
- Quinto Fabio Massimo, politico romano
- Lacide di Cirene, filosofo greco antico
- Ziying, imperatore cinese205 a.C.
- Dionisio di Lamptrai, filosofo greco antico
- Indibile, re
- Mandonio, re
- Marco Sergio, politico romano
- Marco Emilio Regillo, politico romano204 a.C.
- Annone il Vecchio, generale e condottiero cartaginese
- Arsinoe III, regina egizia
- Marco Livio Salinatore, politico romano (n. 254 a.C.)
- Tolomeo IV, sovrano egizio (n. 244 a.C.)203 a.C.

- Agatocle, funzionario egizio
- Magone Barca, condottiero cartaginese
- Enante d'Egitto, nobildonna greca antica
- Quinto Fabio Massimo Verrucoso, politico e militare romano
- Sofonisba, nobildonna cartaginese
- Sosibio, funzionario e militare egizio

- Asdrubale Giscone, generale e condottiero cartaginese
- Tito Manlio Torquato, politico romano
- Xiang Yu, militare e politico cinese (n. 232 a.C.)201 a.C.
- Gneo Nevio, poeta e drammaturgo romano200 a.C.
- Euforione di Calcide, poeta e bibliotecario greco antico (n. 275 a.C.)
- Marco Valerio Levino, politico e generale romano